# Храм Ніки Аптерос
Храм Ні́ки Апте́рос (грец. Ναός της Απτέρου Νίκης), храм Афіни Ніки (Ναός Αθηνάς Νίκης) — давньогрецький храм ансамблю Афінського акрополя, який був сполучений з південно-західним крилом Пропілей.

## Історія
Споруджувався храм в період 427—421 років до н. е. за проектом архітектора Каллікрата 450 року до н. е. Його присвятили богині Афіні Ніці Аптерос (грец. Αθηνᾶ Νίκη) — Афіні Переможиці Безкрилій. Храм звели на тому самому місці, де в мікенську добу існувала захисна вежа Акрополя, а пізніше більш ранній храм Афіни Ніки. Вперше опис Храму Ніки Аптерос подав давньогрецький історик та географ Павсаній у II столітті. Основну увагу він приділив деталям культу богині Афіни Ніки Аптерос — Безкрилої Перемоги, яку афіняни позбавили крил для того, щоб Перемога ніколи не залишала місто.
Споруда являла собою амфіпростиль з двома іонічними портика по чотири колони. Стилобат мав три сходинки. На безперервному іонічному фризі зображалися епізоди Греко-перських війн та боги Афіна, Посейдон і Зевс. Храм виконаний з мармуру. Всередині стояла статуя Афіни (донині не збереглась), яка тримала в одній руці шолом, в іншій — гранат — символ перемоги. Храм Ніки Аптерос, як і інші споруди Афінського акрополя, сильно постраждав під час облоги пагорба венеційцями 1687 року.

## Реставраційні роботи

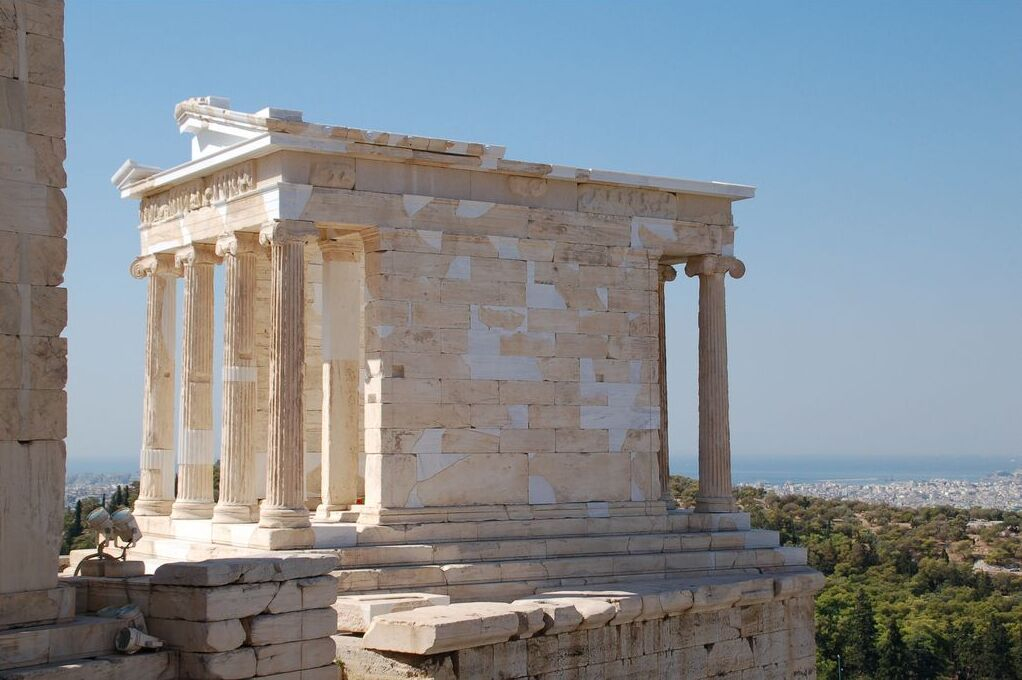
Храм після завершення реставрації, 2010 рік

Відновлювальні роботи періодично проводились з 1935 року, хоча і не завжди правильно. Так, коли Грецька служба охорони пам'яток провела огляд храму, виявилось, що його блоки встановлені у випадковому порядку, більш ранні архаїчні блоки перекривали більш молоді блоки класичної доби. Тобто реставратори не намагались визначити їхнє первісне розташування. Подібні помилки були допущені і під час відновлення Парфенона, коли головним інженером робіт на Афінському акрополя впродовж кількох десятиліть працював грецький архітектор Ніколаос Баланос. З іншого боку, саме завдяки зусиллям Баланоса за відносно короткий термін пам'ятки Акрополя набули того вигляду, який ми знаємо і сьогодні.
В подальшому відновлювальні роботи відкладались через необхідність виконання додаткових досліджень одночасно у двох напрямках: встановлення оригінального розташування окремих блоків, плит та елементів фронтону, а також спроба визначити конструкцію голови лева на обломі — задача, за вивчення якої науковці мали взятись вперше. У вересні 2010 року роботи з реставрації храму були завершені.